# Championnat du Tadjikistan de football 2019
Navigation
Saison précédente Saison suivante
La saison 2019 du Championnat du Tadjikistan de football est la 28e édition de la première division au Tadjikistan. La compétition regroupe huit clubs, qui s'affrontent trois fois, à domicile et à l'extérieur. À l'issue de la saison, le dernier est relégué, cette saison les trois premiers de la deuxième division obtiennent une place pour la prochaine saison en première division, ce qui portera à dix le nombre de participants.
C'est Istiqlol Douchanbé, tenant du titre, qui remporte à nouveau la compétition cette saison après avoir terminé en tête. C'est le huitième titre de champion du Tadjikistan de l'histoire du club, qui réalise le doublé en remportant la Coupe du Tadjikistan.

## Les clubs participants
- Istiqlol Douchanbé
- Regar-TadAZ Tursunzoda
- FK Khodjent
- FK Khatlon Bokhtar
- Köktosh Rödaki
- Istaravshan - Promu de D2
- SSKA Pamir Douchanbé
- Pandzhsher Balkh

- le club de Vakhsh Qurghonteppa est renommé FK Khatlon Bokhtar la ville de Qurghonteppa ayant été renommée Bokhtar[1].

## Compétition
Le barème de points servant à établir le classement se décompose ainsi :
- Victoire : 3 points
- Match nul : 1 point
- Défaite : 0 point

### Classement
| Rang | Équipe                 | Pts | J  | G  | N | P  | Bp | Bc | Diff |
| ---- | ---------------------- | --- | -- | -- | - | -- | -- | -- | ---- |
| 1    | Istiqlol DouchanbéT C  | 51  | 21 | 16 | 3 | 2  | 60 | 20 | +40  |
| 2    | FK Khodjent            | 36  | 21 | 11 | 3 | 7  | 37 | 21 | +16  |
| 3    | Regar-TadAZ Tursunzoda | 30  | 21 | 8  | 6 | 7  | 31 | 30 | +1   |
| 4    | SSKA Pamir Douchanbé   | 29  | 21 | 8  | 5 | 8  | 24 | 27 | -3   |
| 5    | Istaravshan P          | 27  | 21 | 8  | 3 | 10 | 24 | 32 | -8   |
| 6    | Köktosh Rödaki         | 27  | 21 | 7  | 6 | 8  | 21 | 36 | -15  |
| 7    | FK Khatlon Bokhtar     | 24  | 21 | 6  | 6 | 9  | 26 | 28 | -2   |
| 8    | Pandzhsher Balkh       | 11  | 21 | 3  | 2 | 16 | 18 | 57 | -39  |

|  | Qualification pour la Coupe de l'AFC 2020                                              |
|  | Relégation directe en deuxième division                                                |
|  | T : Tenant du titre C : Vainqueur de la Coupe du Tadjikistan P : Promu de Pervaya Liga |

## Bilan de la saison
| Championnat du Tadjikistan de football 2019 |                               |
| Champion                                    | Istiqlol Douchanbé (8e titre) |
| Coupes et trophées                          |                               |
| Vainqueur de la Coupe du Tadjikistan 2019   | Istiqlol Douchanbé            |
| Qualifications continentales                |                               |
| Coupe de l'AFC 2020                         | Istiqlol Douchanbé            |
| Coupe de l'AFC 2020                         | FK Khodjent                   |
| Promotions et relégations                   |                               |
| Promus en Ligai Millii                      | FC Lokomotiv-Pamir            |
| Promus en Ligai Millii                      | FK Fayzkand                   |
| Promus en Ligai Millii                      | FC Dushanbe-83                |
| Relégués en Pervaya Liga                    | Pandzhsher Balkh              |